# Судзу
Судзу́ (яп. 珠洲市 Судзу-си) — город в Японии, находящийся в префектуре Исикава. Площадь города составляет 247,20 км², население — 14 836 человек (1 июля 2014), плотность населения — 60,02 чел./км².

## Географическое положение
Город расположен на острове Хонсю в префектуре Исикава региона Тюбу. С ним граничат город Вадзима и посёлок Ното.

## Население
Население города составляет 14 836 человек (1 июля 2014), а плотность — 60,02 чел./км². Изменение численности населения с 1980 по 2005 годы:
| 1980 | 27 351 чел. |  |
| 1985 | 25 860 чел. |  |
| 1990 | 23 471 чел. |  |
| 1995 | 21 580 чел. |  |
| 2000 | 19 852 чел. |  |
| 2005 | 18 050 чел. |  |

## Символика
Деревом города считается сосна густоцветная, цветком — камелия, птицей — Cettia diphone.

## Землетрясения
- 5 мая 2023 года город Судзу стал ближайшим к эпицентру Землетрясения в префектуре Исикава;
- 1 января 2024 года сильный ущерб был нанесён городам Судзу и Вадзима во время Землетрясения в Японском море[6]. В результате этого землетрясения погибло не менее 126 человек, более 200 пропало без вести[7].